# (28004) Terakawa
(28004) Terakawa est un astéroïde de la ceinture principale.

## Description
(28004) Terakawa est un astéroïde de la ceinture principale. Il fut découvert le 2 décembre 1997 à Susono par Makio Akiyama. Il présente une orbite caractérisée par un demi-grand axe de 2,78 UA, une excentricité de 0,19 et une inclinaison de 9,0° par rapport à l'écliptique.

## Compléments